# پری‌الیکایی تاج‌نارنجی
پری‌الیکایی تاج‌نارنجی (نام علمی: Clytomyias insignis) نام یک گونه از تیره پری‌الیکاییان است.